# جزيرة شربين
تقع جزيرة شربين في المملكة العربية السعودية، جنوب محافظة القنفذة التابعة لمنطقة مكة المكرمة، وتبعد عنها 63.85 كيلومتر مربع. تبلغ مساحتها 1.69 كيلومتر مربع.